# Сюзън Съсман
Сюзън Съсман (на английски: Susan Sussman) е американска журналистка, сценаристка и писателка на произведения в жанра трилър, социална драма и детска литература.

## Биография и творчество
Сюзън Съсман е родена в Чикаго, Илинойс, САЩ. Следва сценаристика за радио и филми в Северозападния университет. След дипломирането си работи на свободна практика за чикагски вестници и национални медии.
Дебютира с детската книга с картинки „Hippo Thunder“ (Хипопотамът Тъндър) през 1982 г. Следващата ѝ книга за деца „There's No Such Thing As a Chanukah Bush, Sandy Goldstein“ (Няма такова нещо като ханука храст, Санди Голдщайн) от 1983 г. е екранизирана през 1994 г. в едноименния късометражен филм. Тя пише сценария за филма с Кенет Голдщайн, за който получават награда „ЕМИ“. Първият ѝ роман „Casey the Nomad“ (Кейси номадката) е издаден през 1985 г.
Запознава се с актрисата Сараджейн Авидон, докато учат в университета. Когато Сараджейн се разболява от рак, Сюзън ѝ предлага да пишат заедно романи. Първият им роман „Очи в очи“ от поредицата „Случаите на Морган Тейлър“ е издаден през 1999 г. Главната героиня, актрисата от Чикаго Морган Тейлър, се бори за получаване на роля на чикагската сцена, Когато нейната партньорка в прослушването е намерена мъртва, Морган трябва да открие убиеца проницателна като най-пресметливия следовател и да защити себе си. Романът става бестселър, но съвместната им творческа кариера прекъсва със смъртта на Сараджейн.
Сюзън Съсман живее със семейството си в Маями.

## Произведения

### Самостоятелни романи
- Casey the Nomad (1985)[1][2]
- The Dieter (1989)
- Time Off From Good Behaviour (1991)
Мостове от рози, изд.: ИК „Компас“, Варна (2000), прев. Златозар Керчев
- Young Wives' Tales (1995)
- Miami Iced (2014)

### Серия „Случаите на Морган Тейлър“ (Morgan Taylor Mystery) – със Сараджейн Авидон
1. Audition for Murder (1999)[1][2]
Очи в очи, изд.: ИК „Компас“, Варна (1999), прев. Златозар Керчев
2. Cruising for Murder (2000)

### Детска литература
- Hippo Thunder (1982)[1][2]
- There's No Such Thing As a Chanukah Bush, Sandy Goldstein (1983)
- Lies (1987)
- Hanukkah (1988)
- Lies People Believe About Animals (1987) – с Робърт Джеймс, документална
- Big Friend, Little Friend (1989) – документална книга за животните
- The Beekeeper's Mystery (2021)

### Пиеси
- Woman Standing () – със Сараджейн Авидон, за художничката от Чикаго Шели Кантън[3]
- Mario Lanza (2022)

### Екранизации
- 1994 There's No Such Thing as a Chanukah Bush, Sandy Goldstein